# Drozdek okularowy
Drozdek okularowy (Catharus ustulatus) – gatunek małego ptaka z rodziny drozdowatych (Turdidae). Zamieszkuje północną i zachodnią część Ameryki Północnej, zimuje od Meksyku po południową część Ameryki Południowej.

## Zasięg występowania
Drozdek okularowy występuje w zależności od podgatunku:
- Catharus ustulatus incanus – środkowa i wschodnia Alaska i zachodnia Kanada. Zimuje od Kolumbii i Wenezueli na południe po Peru.
- drozdek okularowy[4] (Catharus ustulatus ustulatus) – południowo-wschodnia Alaska do zachodnio-środkowych USA. Zimuje od Meksyku na południe po Panamę.
- Catharus ustulatus phillipsi – Wyspy Królowej Charlotty (zachodnia Kanada). Zimuje we wschodnim i zachodnim Meksyku.
- Catharus ustulatus oedicus – południowo-zachodnie USA. Zimuje od zachodniego Meksyku na południe po Nikaraguę.
- drozdek oliwkowogrzbiety[4] (Catharus ustulatus swainsoni) – środkowa i wschodnia Kanada, północne USA. Zimuje w Ameryce Południowej. Takson niekiedy uznawany za osobny gatunek[6].
- Catharus ustulatus appalachiensis – wschodnie USA. Zimuje od Kolumbii na południe po północno-wschodnie Peru.

## Morfologia
Długość ciała 16–20 cm, masa ciała 25–45 g, rozpiętość skrzydeł 29–31 cm. Wierzch ciała oliwkowobrązowy (wschód zasięgu), do brunatnego (zachód). Kantarek, gardło i pierś kremowopłowe, z ciemnymi plamkami, brzuch biały. Boki ciała oliwkowoszare. Obie płci podobne. Młode ptaki z wierzchu całe ciemne, z płowymi plamami na grzbiecie.

## Ekologia i zachowanie

### Środowisko
Drozdki okularowe gniazdują głównie w lasach iglastych, z wyjątkiem wybrzeży Kalifornii, gdzie występują zwykle w nadrzecznych lasach liściastych, zaroślach z olszami lub wierzbami, a czasami w zaroślach przybrzeżnych. Podczas migracji zajmują różnorodne siedliska, poszukując głównie terenów z gęstym podszytem; spotkać je wtedy można zwłaszcza w lasach, na dnie kanionów, w młodych zadrzewieniach, lasach bagiennych, parkach czy na brzegach jezior. Na zimowiskach przebywają w pierwotnych i starych wtórnych lasach tropikalnych oraz na obrzeżach lasów i pastwisk.

### Rozród
Gniazdują w zacienionych miejscach w podszycie leśnym, zwłaszcza w zaroślach krzewów liściastych lub młodych iglastych drzewek, zwykle na wysokości 1–3 metry nad ziemią. Gniazdo to zwarta, otwarta miseczka zbudowana z cienkich gałązek, łodyg, trawy, mchu, strzępków kory i zbutwiałych liści, wewnątrz wyłożona liśćmi, korzonkami, porostami lub mchem. Jego budową zajmuje się samica. W zniesieniu 1–5 (zwykle 3–4) jaj koloru od niebieskiego do zielonkawoniebieskiego z czerwonawym lub brązowym plamkowaniem. Wysiadywaniem zajmuje się samica. Okres inkubacji trwa 10–14 dni, podobnie czas od wyklucia do pełnego opierzenia się młodych. Karmieniem młodych zajmują się oboje rodzice.

### Pożywienie
Drozdki okularowe w sezonie lęgowym zjadają głównie owady i inne stawonogi. Jedzą też owoce, zwłaszcza jesienią i zimą, preferując czerwone owoce jagodowe. W skład ich diety wchodzą m.in. chrząszcze, muchy, koniki polne czy gąsienice. Żywią się także mrówkami, co jest raczej nietypowe dla ptaków śpiewających klimatu umiarkowanego. Pisklęta karmione są głównie owadami, zwłaszcza gąsienicami, chrząszczami, ćmami i muchami.

## Status
Organizacja Partners in Flight szacuje liczebność populacji lęgowej drozdka okularowego na około 100 milionów osobników.
Międzynarodowa Unia Ochrony Przyrody (IUCN) uznaje drozdka okularowego za gatunek najmniejszej troski (LC – least concern). Od 2016 roku jako osobny gatunek klasyfikuje drozdka oliwkowogrzbietego i również zalicza go do kategorii najmniejszej troski.